# Solovjev
Solovjev (OKB-19) je bil sovjetski konstruktorski biro, ki je načrtoval letalske motorje. Poimenovan je Pavlu Aleksandroviču Solovjevu, ki je bil glavni konstruktor in vodja.
Po razpadu Sovjetske zveze je biro postal del Aviadvigatelja.

## Motorji
- Solovjev D-20P, turbofan za pogon Tupoljeva Tu-124
- Solovjev D-25V, turbogredni motor za pogon helikopterjev Mil Mi-6 in Mi-10
- Solovjev D-30, za pogon Tupoljeva Tu-134
- Solovjev D-30F6, turbofan z dodatnim zgorevanjem za pogon prestreznika Mikojan-Gurevič MiG-31
- Solovjev D-30K, turbofan za pogon letal Iljušin Il-62M, Il-76MD,TD, Berijev A-40,A-50 in Tupoljev Tu-154
- Aviadvigatel PS-90 turbofan za pogon letal  Iljušin Il-76TD-90,MD-90, Il-96-300,-400,T in Tupoljev Tu-204/214